# یواس‌اس سیدونیا (ای‌کی‌ای-۴۲)
یواس‌اس سیدونیا (ای‌کی‌ای-۴۲) (به انگلیسی: USS Sidonia (AKA-42)) یک کشتی بود که طول آن ۴۲۶ فوت (۱۳۰ متر) بود. این کشتی در سال ۱۹۴۵ ساخته شد.